# Valentín Carderera
Valentín Carderera y Solano (Huesca, 14 de febrero de 1796 - Madrid, 25 de marzo de 1880) fue un artista, erudito y coleccionista español, pintor de cámara de la reina Isabel II.

## Biografía
Estudió en la Escuela de Gramática de la Universidad Sertoriana de Huesca antes de iniciar su aprendizaje artístico en Zaragoza, en el taller de Buenaventura Salesa. En 1816 se trasladó a Madrid para estudiar en la Real Academia de Bellas Artes de San Fernando, donde fue discípulo de Maella. Entre 1822 y 1831 residió en Roma pensionado por el duque de Villahermosa. Durante su etapa italiana realizó gran número de vistas de monumentos y paisajes italianos; además, allí se inició en los estudios anticuarios y entró en contacto con el Romanticismo, de cuya estética será uno de los impulsores al regresar a España. 
Como pintor destacó en el género del retrato, donde deja notar la influencia de los Madrazo con una línea acabada y preocupada por el detalle de una estética claramente neoclasicista, aunque por momentos se vislumbra un aliento romántico. Fruto de su interés por el retrato es su monumental colección de dibujos de personajes ilustres de España de todas las épocas: Iconografía española : colección de retratos, estatuas, mausoleos y demás monumentos inéditos de reyes, reinas, grandes capitanes, escritores, etc. desde el S. XI hasta el XVII, publicada por entregas entre 1855 y 1864, que constituye su obra capital. Parte de las litografías de esta obra fueron realizadas en París, lo que le obligó a realizar varias estancias en dicha ciudad.
El más conocido de los retratos de Baltasar Gracián es un dibujo idealizado hecho a partir de los mediocres cuadros de los siglos XVII y XVIII que conservan la idea iconográfica del escritor barroco. También cultivó temas históricos y alegóricos; y concurrió a exposiciones internacionales (París, 1855).

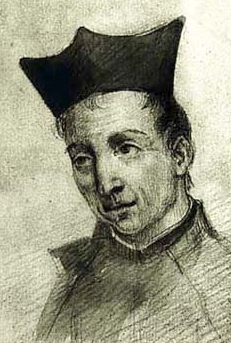
Retrato de Baltasar Gracián por Carderera.

Desde 1838 formó parte de la junta del Museo Nacional y del Museo Real de Pintura y Escultura (el actual Museo del Prado). También fue miembro de la Real Academia de Bellas Artes de San Fernando y de la Real Academia de la Historia, y enseñó Teoría e Historia de las Bellas Artes en la Academia de San Fernando. 
A lo largo de su vida recorrió gran parte de la península ibérica en viajes de reconocimiento artístico de su riqueza monumental y artística, de los que son producto gran número de dibujos y acuarelas. Como miembro de la Comisión Central de Monumentos desde 1845, fue uno de los pioneros de la protección del patrimonio cultural en España.
Como historiador del arte, publicó artículos de diversa temática en las principales revistas culturales de su época: El Artista, Semanario Pintoresco Español, El Museo Universal, o la francesa Gazette des Beaux-Arts. También realizó una edición de los Discursos practicables del nobilísimo arte de la pintura de Jusepe Martínez (Madrid: impr. de M. Tello, 1866).
Desde muy joven se interesó por el coleccionismo de obras de arte, antigüedades y libros. En 1867 el Estado español adquirió su colección de grabados y dibujos, que pasaron a enriquecer la Sección de Bellas Artes a la Biblioteca Nacional de Madrid. Por su parte, Carderera favoreció la definitiva creación del Museo de Huesca en 1873 con la donación de un conjunto de pinturas de su propia colección. También reunió una notable selección de dibujos y grabados de Francisco de Goya, gran parte de los cuales se conservan hoy en día en el Museo del Prado. En las páginas de El Artista publicó en 1835 la primera biografía española del genial aragonés.

## Obras

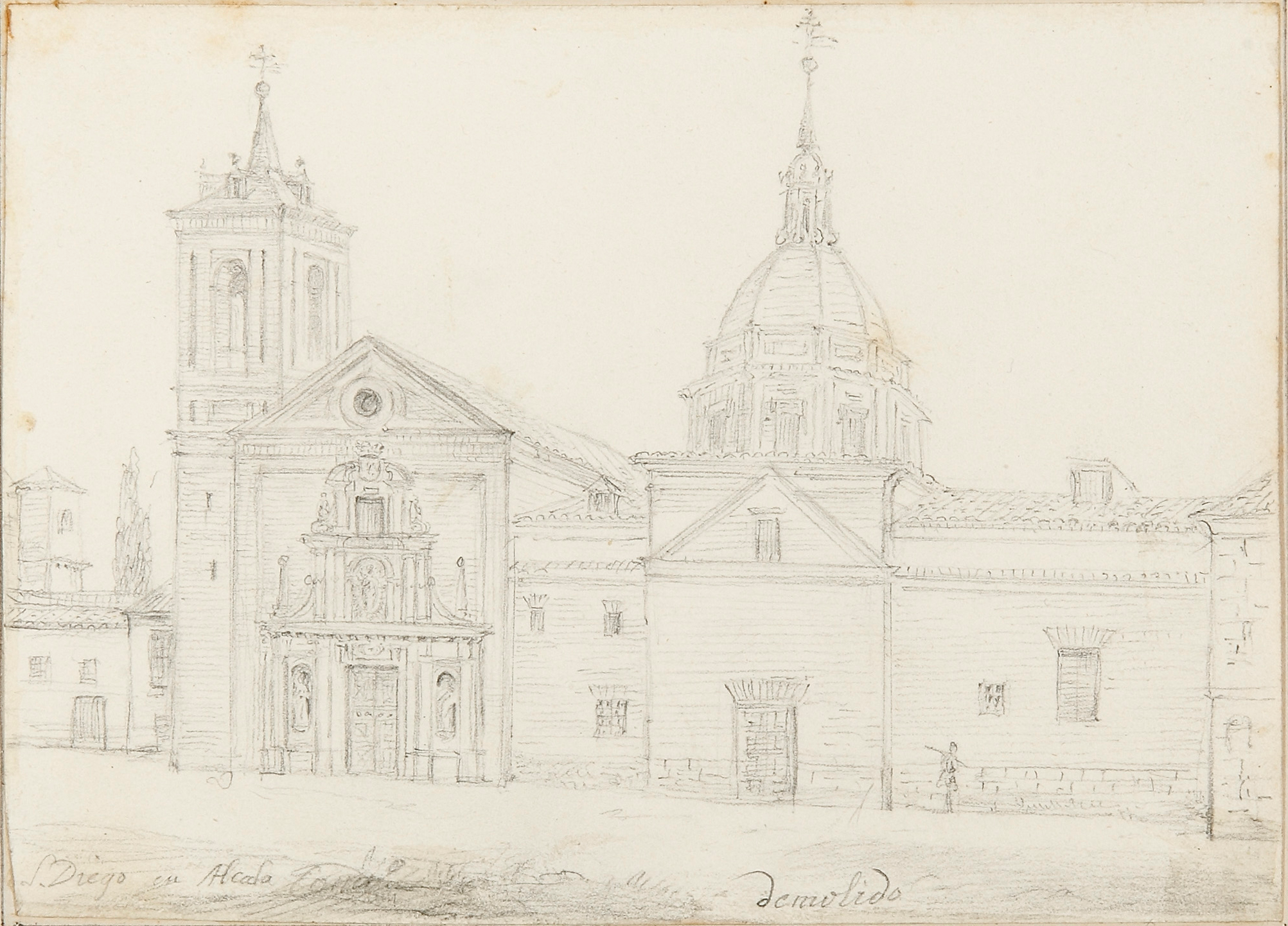
Fachada del antiguo monasterio de San Diego en Alcalá de Henares, dibujo a lápiz entre 1820 y 1859.

- Informe sobre los retratos de Cristobal Colon, su trage y escudo de armas. Leído á la real Academia de la historia, por su autor Don Valentín Carderera. Madrid: Imprenta de la Real Academia de la Historia, 1851.
- Iconografía espan̂ola: Colección de retratos, estatuas, mausoleos y demás monumentos inéditos de reyes, reinas, grandes capitanes, escritores, etc. desde el siglo XI hasta el XVII, copiados de los originales por Valentín Carderera y Solano con texto biográfico y descriptivo, en espan̂ol y francés Madrid: impr. de R. Campuzano, 1855-1864.
- Catálogo y descripción sumaria de retratos antiguos... coleccionados por D. Valentín Carderera y Solano. Madrid: impr. de M. Tello, 1877.
- Estudios sobre Goya (1835-1885) Zaragoza: Institución Fernando el Católico, 1996.